# Oyabe
Oyabe (小矢部市 Oyabe-shi?) es una ciudad en la prefectura de Toyama, Japón, localizada en la parte centro-oeste de la isla de Honshū, en la región de Chūbu. Tenía una población estimada de 28 634 habitantes el 1 de marzo de 2021 y una densidad de población de 230 personas por km².

## Geografía
Oyabe se encuentra en las llanuras de Tonami, en el extremo occidental de la prefectura de Toyama, y limita con la prefectura de Ishikawa al oeste. Gran parte del área es un asentamiento disperso típico de esta región de Japón.

## Historia
El área de Oyabe actual era parte de la antigua provincia de Etchū y se desarrolló como una estación (shukuba) en el camino a Hokurikudō durante el período Edo. El pueblo de Isurugi fue creada con el establecimiento del sistema de municipios el 1 de abril de 1889. Fue elevado al estado de ciudad al fusionarse con el pueblo de Tochu el 1 de agosto de 1962, y pasó a llamarse Oyabe.

## Demografía
Según los datos del censo japonés, la población de Oyabe ha disminuido ligeramente en los últimos 40 años.
| Gráfica de evolución demográfica de Oyabe entre 1960 y 2015 |
|                                                             |
| Oficina de Estadística de Japón                             |

### Clima
La ciudad tiene un clima continental húmedo (Cfa en la clasificación climática de Köppen) caracterizado por los veranos suaves e inviernos fríos con fuertes nevadas. La temperatura media anual en Oyabe es de 14.0 °C. La precipitación media anual es de 2454 mm siendo septiembre el mes más húmedo. Las temperaturas son más altas en promedio en agosto, alrededor de 26.7 °C, y más bajas en enero, alrededor de 2.7 °C.
| Parámetros climáticos promedio de Oyabe | Parámetros climáticos promedio de Oyabe | Parámetros climáticos promedio de Oyabe | Parámetros climáticos promedio de Oyabe | Parámetros climáticos promedio de Oyabe | Parámetros climáticos promedio de Oyabe | Parámetros climáticos promedio de Oyabe | Parámetros climáticos promedio de Oyabe | Parámetros climáticos promedio de Oyabe | Parámetros climáticos promedio de Oyabe | Parámetros climáticos promedio de Oyabe | Parámetros climáticos promedio de Oyabe | Parámetros climáticos promedio de Oyabe | Parámetros climáticos promedio de Oyabe |
| Mes                                     | Ene.                                    | Feb.                                    | Mar.                                    | Abr.                                    | May.                                    | Jun.                                    | Jul.                                    | Ago.                                    | Sep.                                    | Oct.                                    | Nov.                                    | Dic.                                    | Anual                                   |
| --------------------------------------- | --------------------------------------- | --------------------------------------- | --------------------------------------- | --------------------------------------- | --------------------------------------- | --------------------------------------- | --------------------------------------- | --------------------------------------- | --------------------------------------- | --------------------------------------- | --------------------------------------- | --------------------------------------- | --------------------------------------- |
| Temp. máx. media (°C)                   | 5.7                                     | 6.3                                     | 10.3                                    | 16.6                                    | 21.3                                    | 24.4                                    | 28.8                                    | 30.7                                    | 26.2                                    | 20.4                                    | 15                                      | 9.3                                     | 17.9                                    |
| Temp. media (°C)                        | 2.7                                     | 3                                       | 6.1                                     | 11.7                                    | 16.6                                    | 20.7                                    | 25.2                                    | 26.7                                    | 22.3                                    | 16.2                                    | 10.9                                    | 5.9                                     | 14                                      |
| Temp. mín. media (°C)                   | -0.2                                    | -0.3                                    | 1.9                                     | 6.9                                     | 12                                      | 17.1                                    | 21.6                                    | 22.7                                    | 18.5                                    | 12.1                                    | 6.8                                     | 2.5                                     | 10.1                                    |
| Precipitación total (mm)                | 288                                     | 186                                     | 156                                     | 142                                     | 141                                     | 193                                     | 231                                     | 176                                     | 247                                     | 186                                     | 211                                     | 297                                     | 2454                                    |
| Fuente:                                 |                                         |                                         |                                         |                                         |                                         |                                         |                                         |                                         |                                         |                                         |                                         |                                         |                                         |

## Educación
Oyabe tiene cinco escuelas primarias públicas y cuatro escuelas secundarias operadas por el gobierno de la ciudad, y tres escuelas secundarias públicas operadas por la Junta de Educación de la prefectura de Toyama.